# Hirschengraben (Zürich)

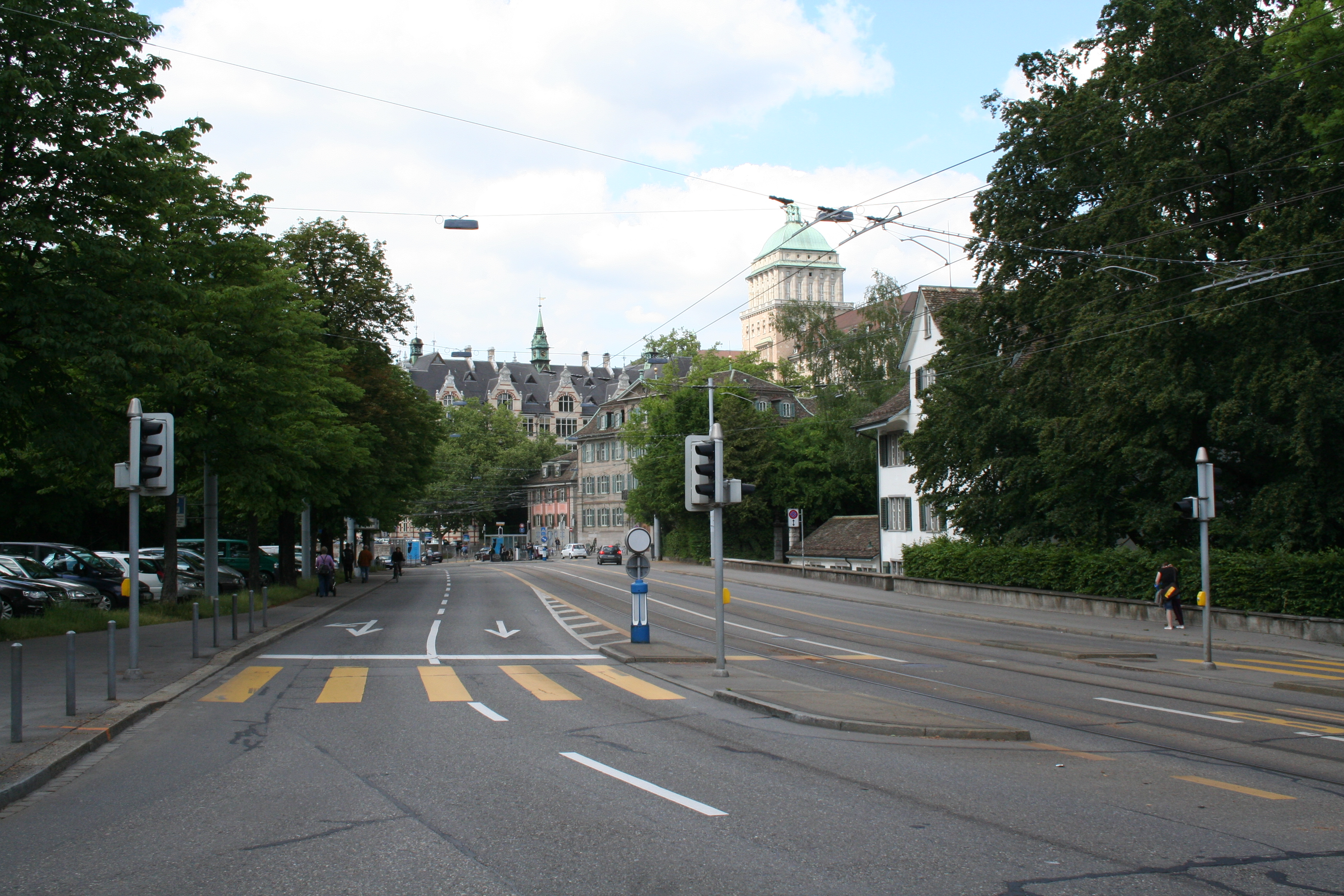
Mittlerer Hirschengraben

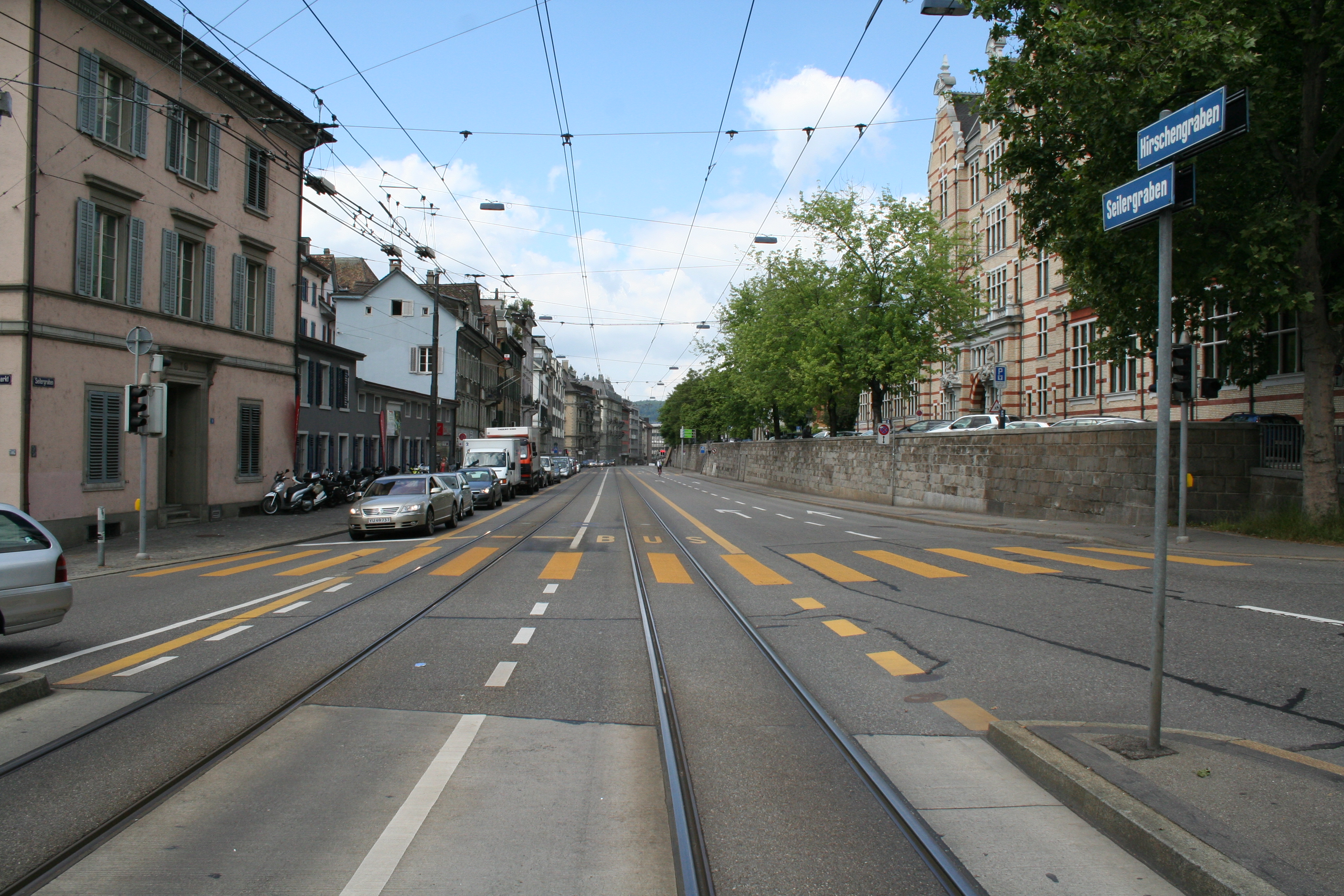
Seilergraben

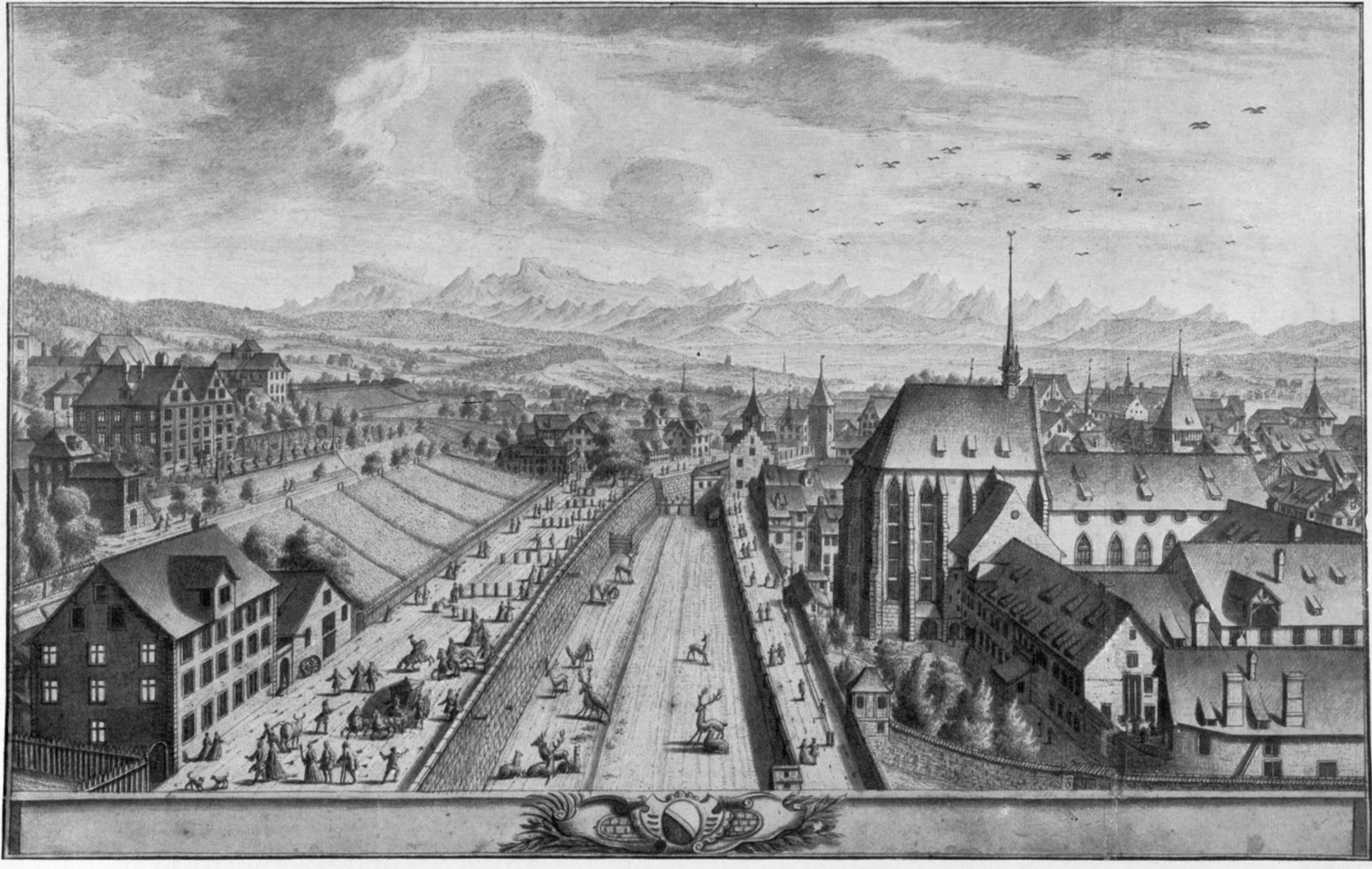
Seiler- und Hirschengraben um 1750

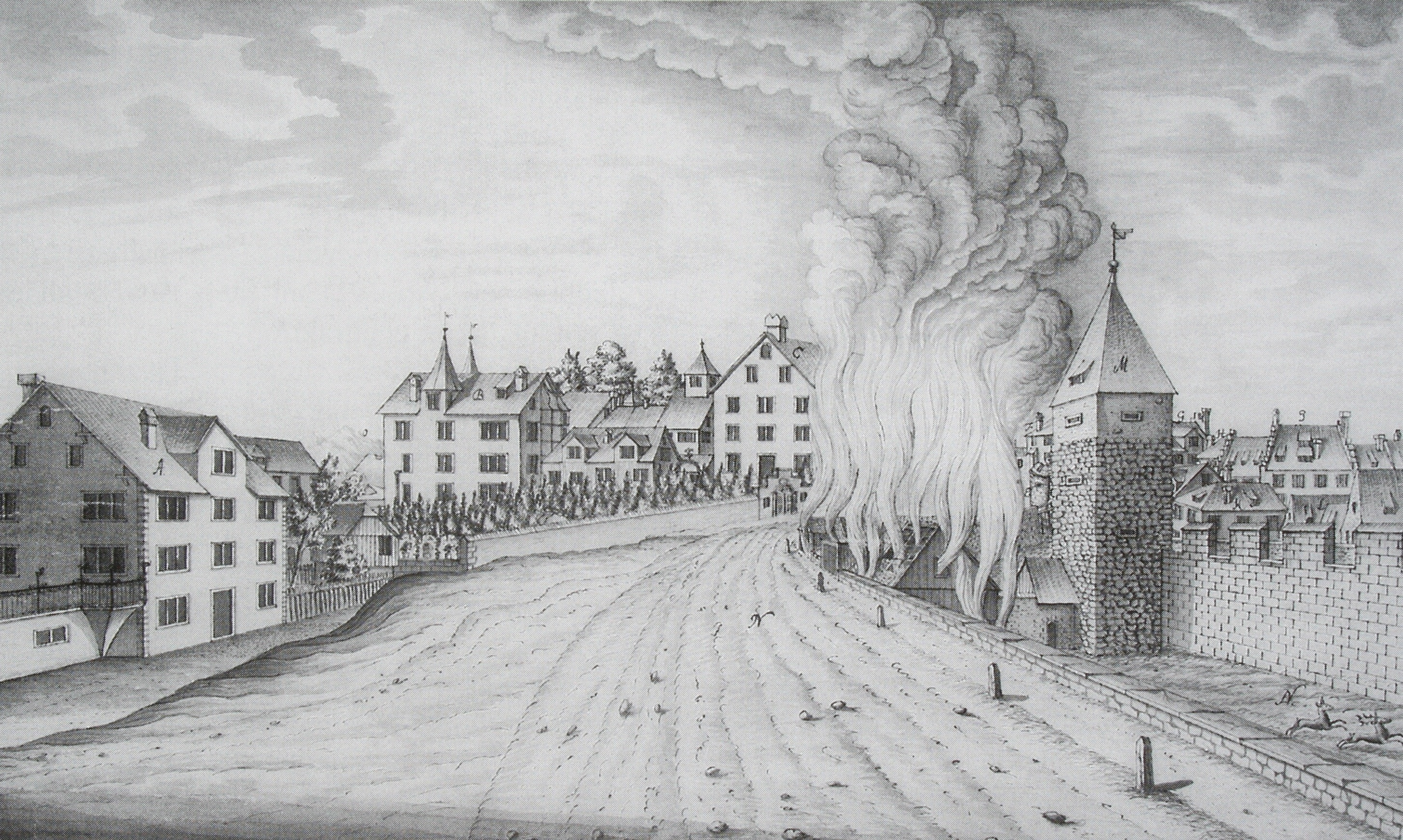
1744: Brand eines Hirschhäuschens beim Wolfsturm. Blick nach Südwesten; links der Flammen das Haus zum Lindengarten, links das heutige Haus des Kammertheaters Stok

Der Hirschengraben war ein Teil der mittelalterlichen Stadtbefestigung der Stadt Zürich. Der Name stammt von den Hirschen, die von 1533 bis 1784 im Graben untergebracht waren.

## Geschichte
Der heutige Hirschengraben, früher Stadtgraben oder auch Hirzengraben genannt, bestand ursprünglich aus einem längs der alten Stadtmauer verlaufenden Graben, der den östlichen Teil der Stadt umgab. Er begann beim Niederdorftor beim Anfang der Niederdorfstrasse beim heutigen Central und verlief in einem grossen Bogen zum Oberdorftor (Kreuzung Torgasse/Oberdorfstrasse). Sein Verlauf ist auf dem Murerplan von 1576 gut erkennbar. Der Name Hirschengraben wird erst seit der Mitte des 16. Jahrhunderts verwendet. Früher wurde der Graben nach den Türmen und angrenzenden Gassen benannt: burggraben zu des Schettelis turm oder burggraben ze Niumargte.
Erwähnt wird der Stadtgraben erstmals 1335 im Zusammenhang mit einer Erweiterung des Marktplatzes. Um 1450 durften Schutt und Kehricht abgelagert werden. 1527 wurde der Viehtrieb in die Stadtgräben eingeschränkt und schon 1529 erscheint in den Rechnungsbüchern ein Posten über das Jagen von Wild im Stadtgraben. Ein Hirschhüter fütterte die Tiere und säuberte den Graben. Der Tiergarten im Stadtgraben entwickelte sich zu einer Besucherattraktion.
Am 13. September 1744 wurde das Hirschenhäuschen beim Wolfsturm während des Morgengottesdienstes vom jugendlichen Beat Froschauer in Brand gesteckt. Zu Strafe wurde der Jugendliche enthauptet, das Häuschen wieder aufgebaut. 1774 wurden die Tiere abgeschafft; es bestanden Pläne, das Areal des Grabens in eine Fahrstrasse umzuwandeln. 1780 wurde der innere und untere Teil des Grabens vom Niederdorf- bis zum Neumarkttor eingeebnet und den Seilern abgetreten; daher der heutige Name Seilergraben. Der äussere und höher gelegene Teil des unteren Grabens heisst heute noch Hirschengraben. Er wurde 1790 zu einer breiten Fahrstrasse und Allee für Fussgänger ausgebaut. Zwischen 1796 und 1878 wurden dort Jahrmärkte abgehalten.
Zwischen 1784 und 1790 wurden die Arbeiten beim mittleren Abschnitt weitergeführt. Im Winter 1784/85 wurden die Ringmauer und der Wolfs- oder Schrätteliturm abgetragen und deren Material zum Auffüllen des Grabens verwendet. Der Abschnitt zwischen dem Kronentor beim Neumarkt und dem Lindentor beim Eingang zur Kirchgasse wurde 1784 zu einer Promenade umgebaut und mit Bäumen bepflanzt. Der Stadtmauer entlang wurden im Jahr 1790 Schuppen und Magazine errichtet.

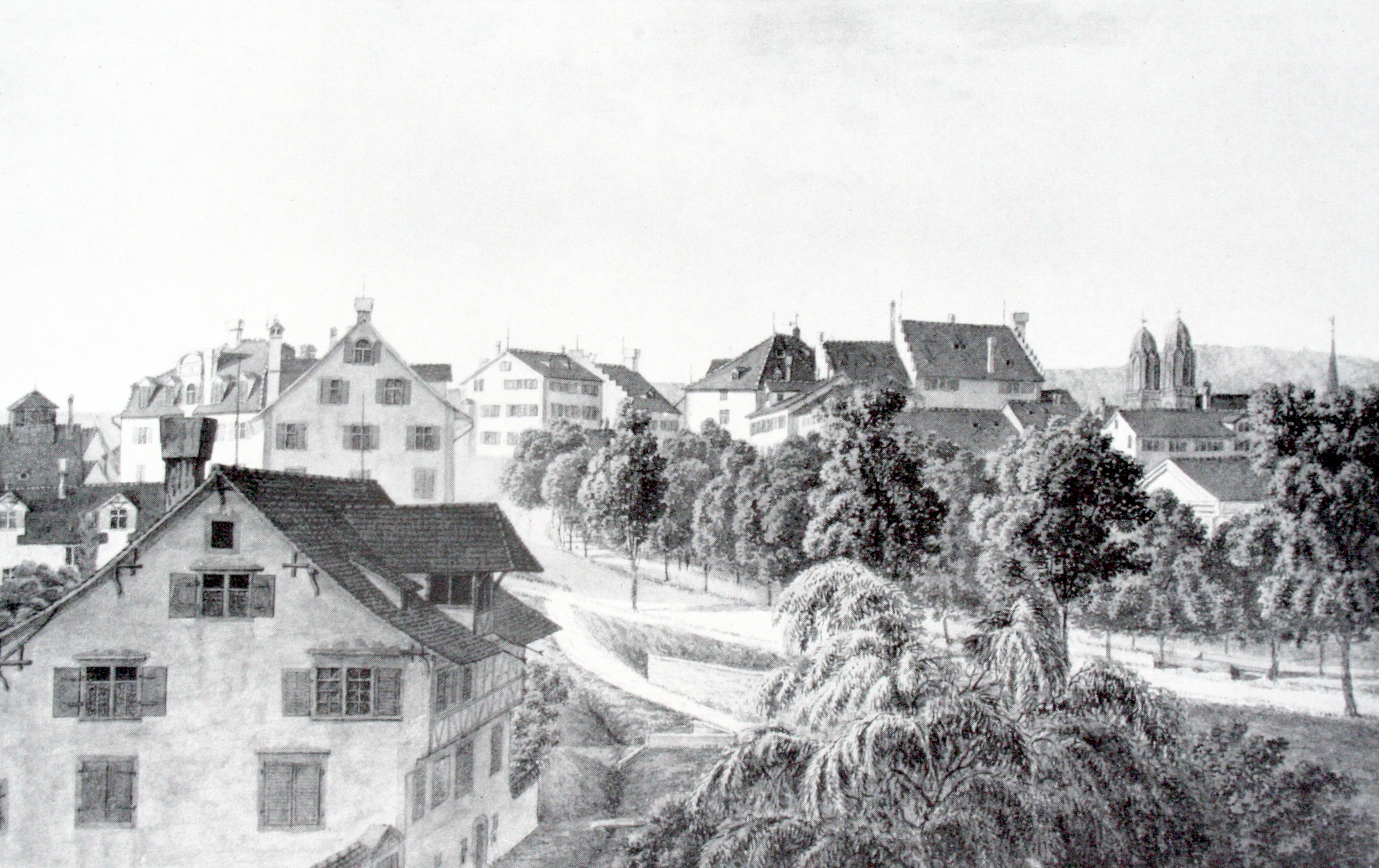
Blick über die Florhofgasse zum oberen Hirschengraben

Der oberste Teil des Hirschengrabens war der Abschnitt zwischen dem Brunnen unterhalb der Kirchgasse und der Einmündung in die heutige Rämistrasse. Damit der tief eingeschnittene Graben ab 1784 als Fahrstrasse dienen konnte, wurden Stützmauern an den Seiten errichtet. Ab 1955 musste die Häuserzeile in diesem Abschnitt nach und nach der Erweiterung des Kunsthauses weichen. Am längsten blieb das Landolthaus stehen. An der Stelle des Fussweges entstand die Ein-/Ausfahrtsrampe des Parkhauses Hohe Promenade.

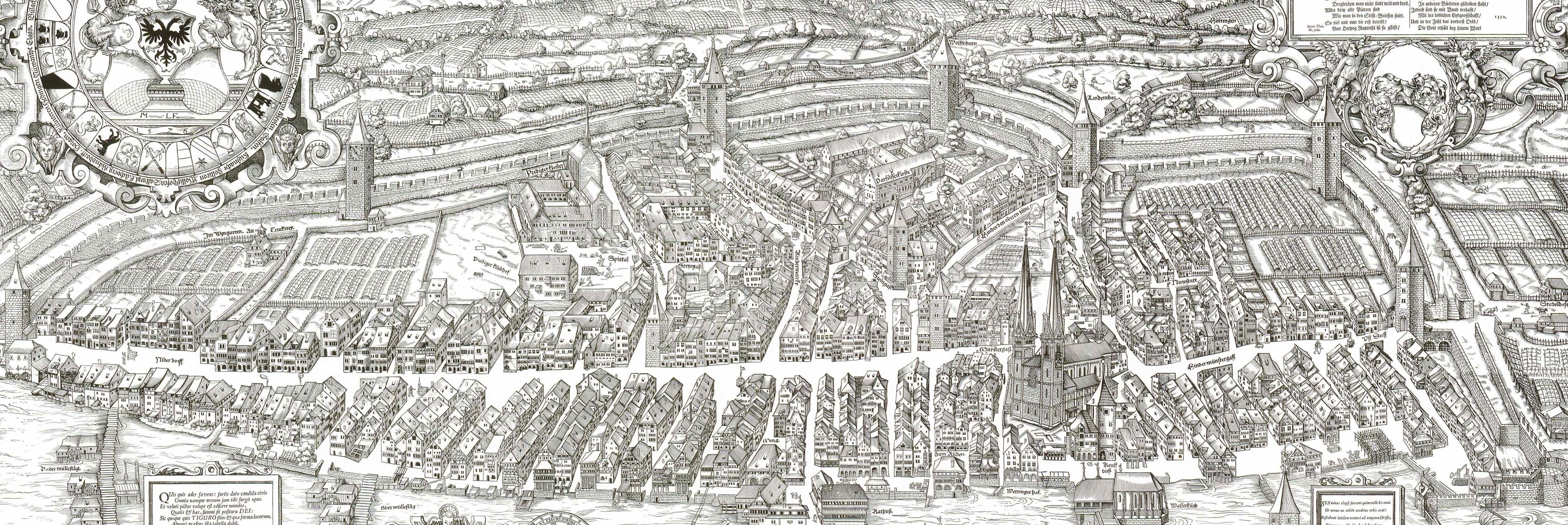
Östliche Stadthälfte auf dem Murerplan von 1576
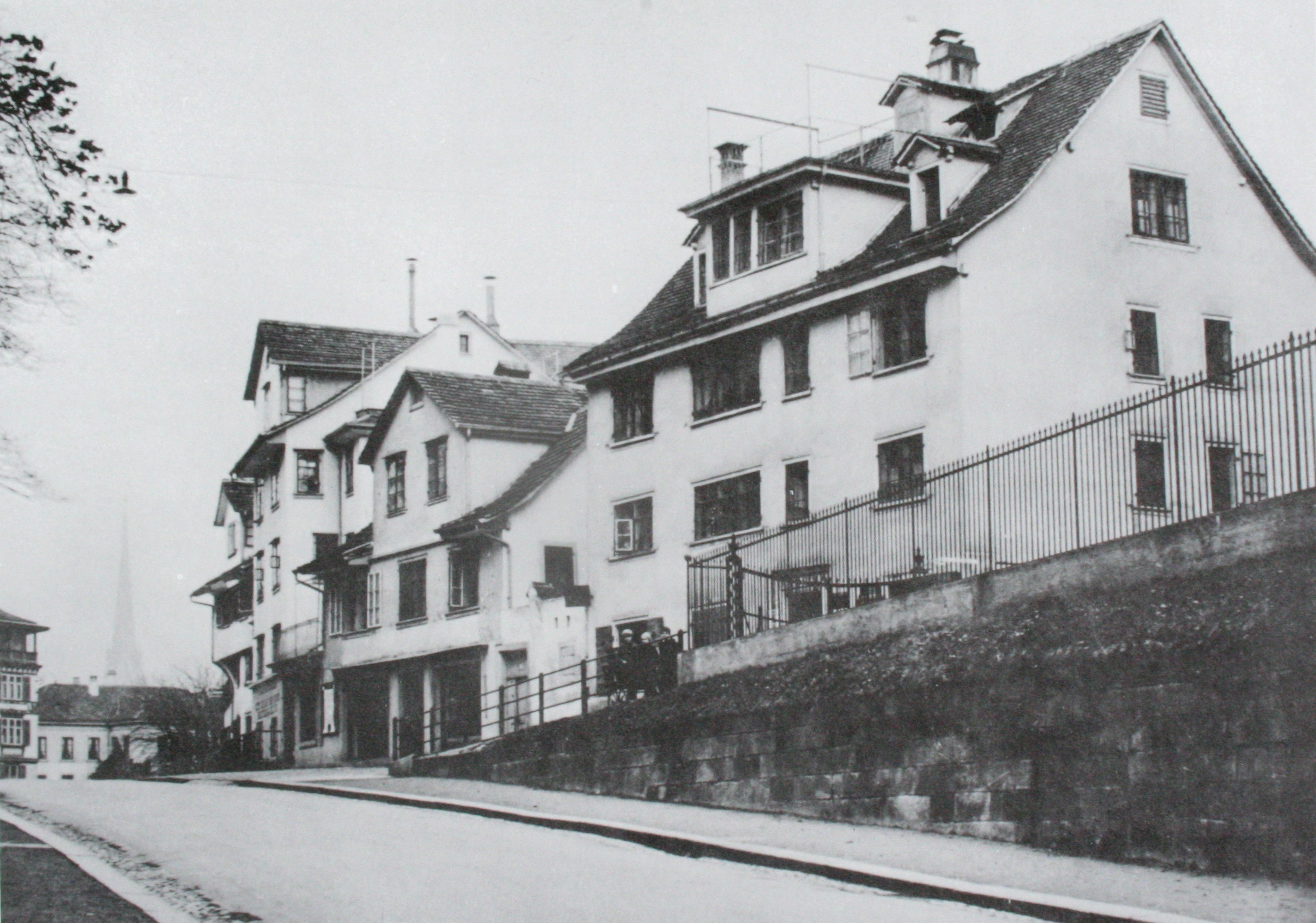
Südlicher Hirschengraben um 1930. Rechts das Landolthaus.
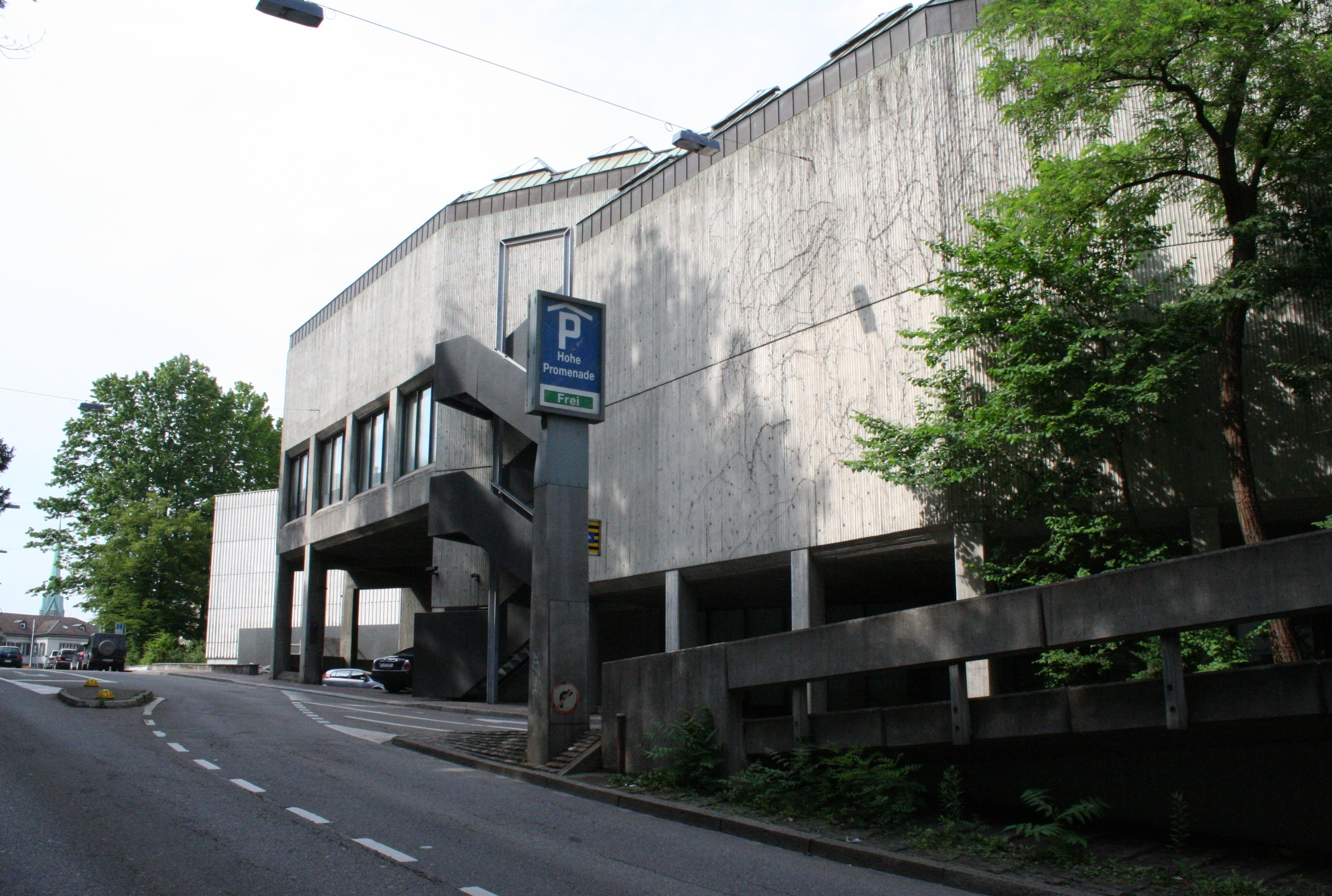
Gleiche Stelle 2009

## Gebäude

### Rechberg und Kronentor
Wohl das auffallendste Gebäude am Hirschengraben ist das Haus Rechberg, das ehemalige Haus zur Krone. Der Bau wurde 1759 von David Morf anstelle eines Wirtshauses gleichen Namens begonnen und 1770 von Conrad Bluntschli fertig gestellt. Die lange Bauzeit erklärt sich durch die Gewohnheit, damals nur im Sommer zu bauen. Zwischen 1798 und 1800 diente das Haus als Quartier für die Befehlshaber fremder Heere, anschliessend war es bis 1830 Mittelpunkt des diplomatischen Lebens. Die neuen Eigentümer Adolf Friedrich und Carl Gustav von Schulthess-Rechberg gaben dem Gebäude 1839 den Namen Rechberg, den es heute noch trägt. 1899 wurde das Gebäude vom Kanton Zürich übernommen. Nach 1937 war ein Institut der Universität Zürich darin untergebracht. Seit der umfassenden Instandsetzung 2012–2014 dient das Gebäude für offizielle Empfänge des Regierungsrates und als Sitz der Parlamentsdienste des Kantonsrates.
Das Neumarkt- oder Kronentor gegenüber dem Rechberghaus wurde 1257 erstmals erwähnt. Es bildete den Durchgang Richtung Winterthur. Benannt war das Tor nach dem Wirtshaus zur Krone, das früher gegenüber anstelle des Rechberghauses stand. 1589 wurde das Tor als zusätzlicher Schutz mit einer Fallbrücke versehen. Der mittelalterliche Turm ist von dem 1629 errichteten Vorwerk umgeben, einer behelfsmässigen Verstärkung der mittelalterlichen Stadtbefestigung. An den Turm angebaut war alte Haus zum Kronentor, das zusammen mit Turm und Vorwerk 1827/28 abgebrochen wurde und dem heutigen Haus zum Kronentor Platz machte.

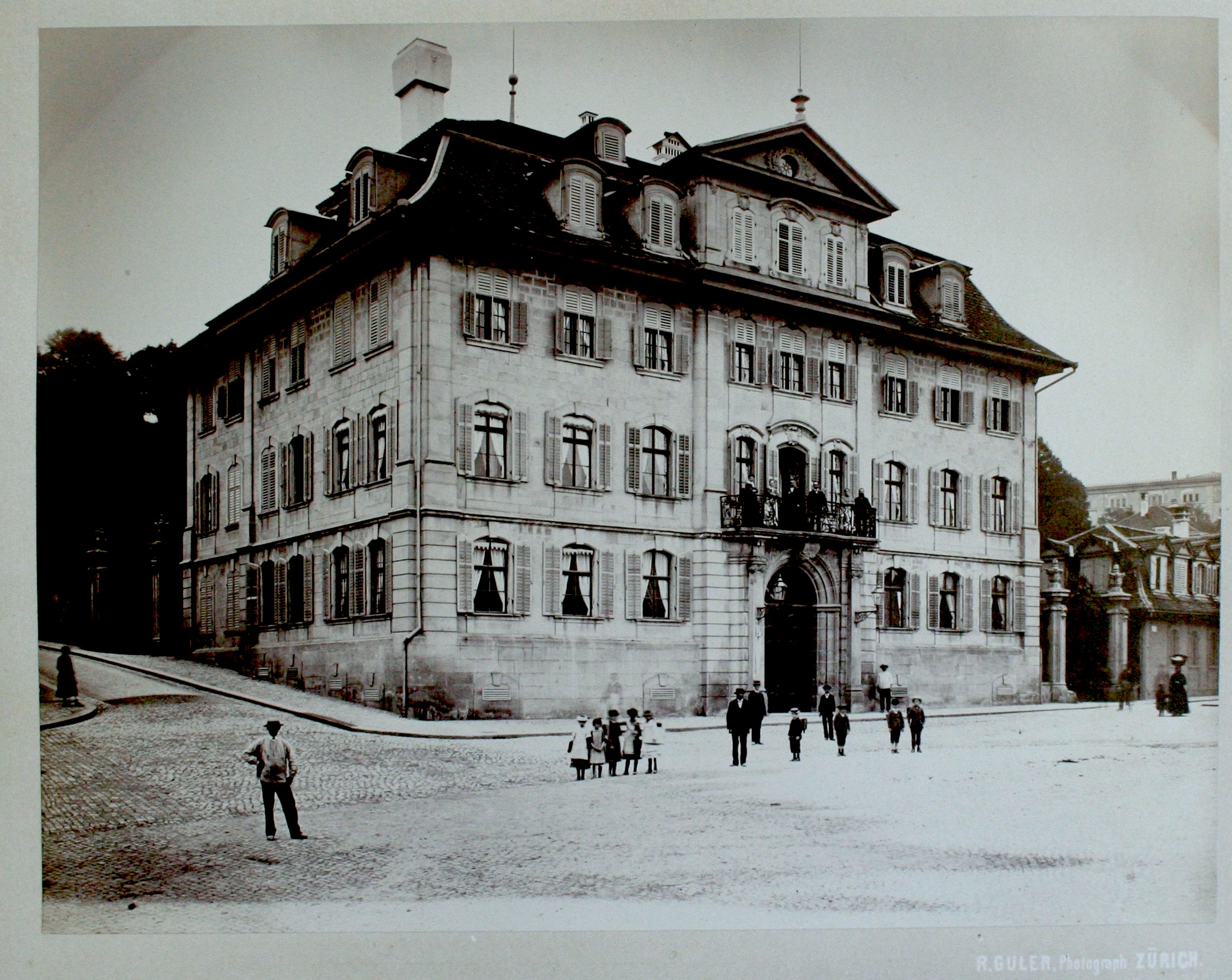
Rechberg 1883
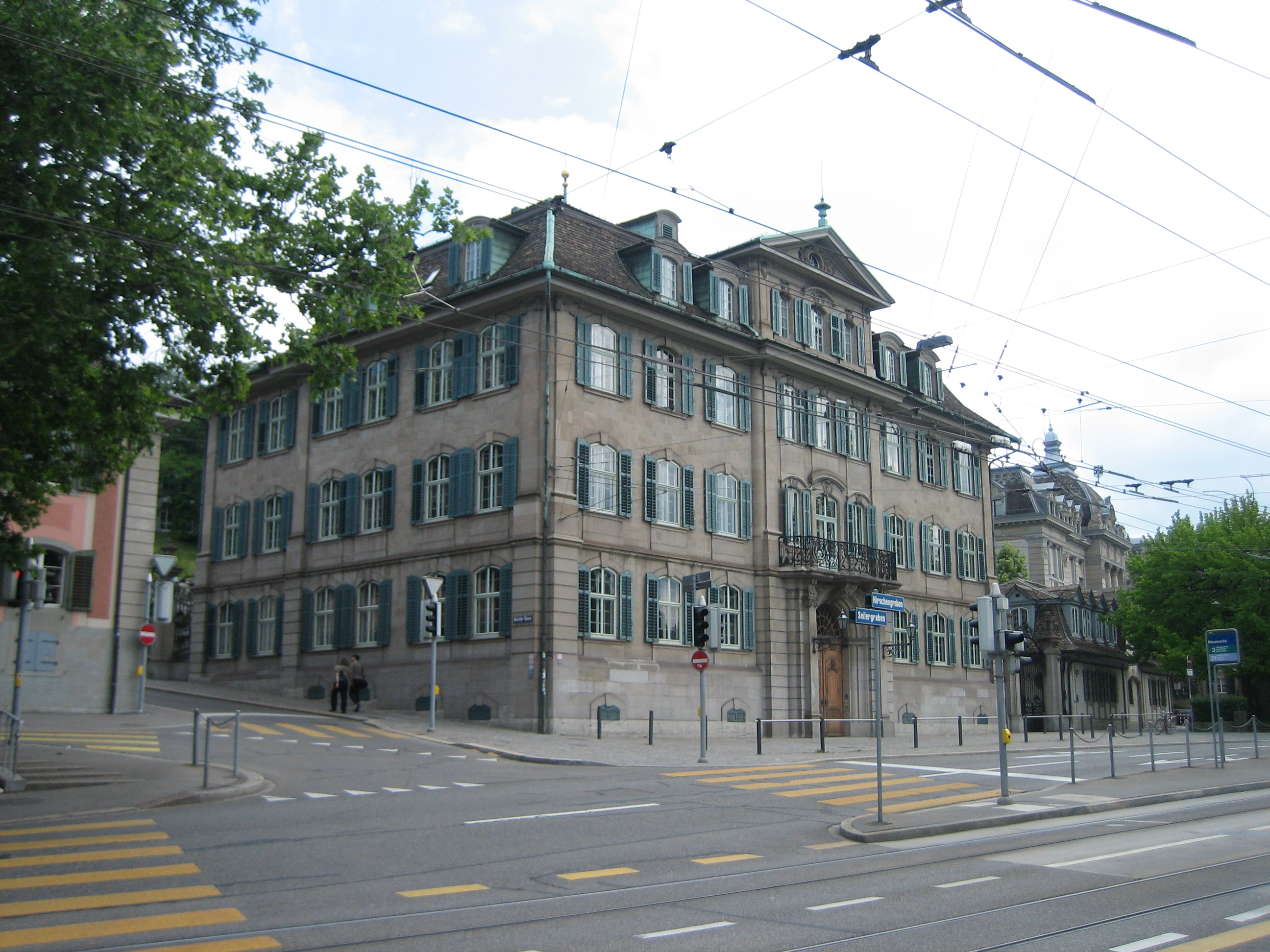
Rechberg 2009
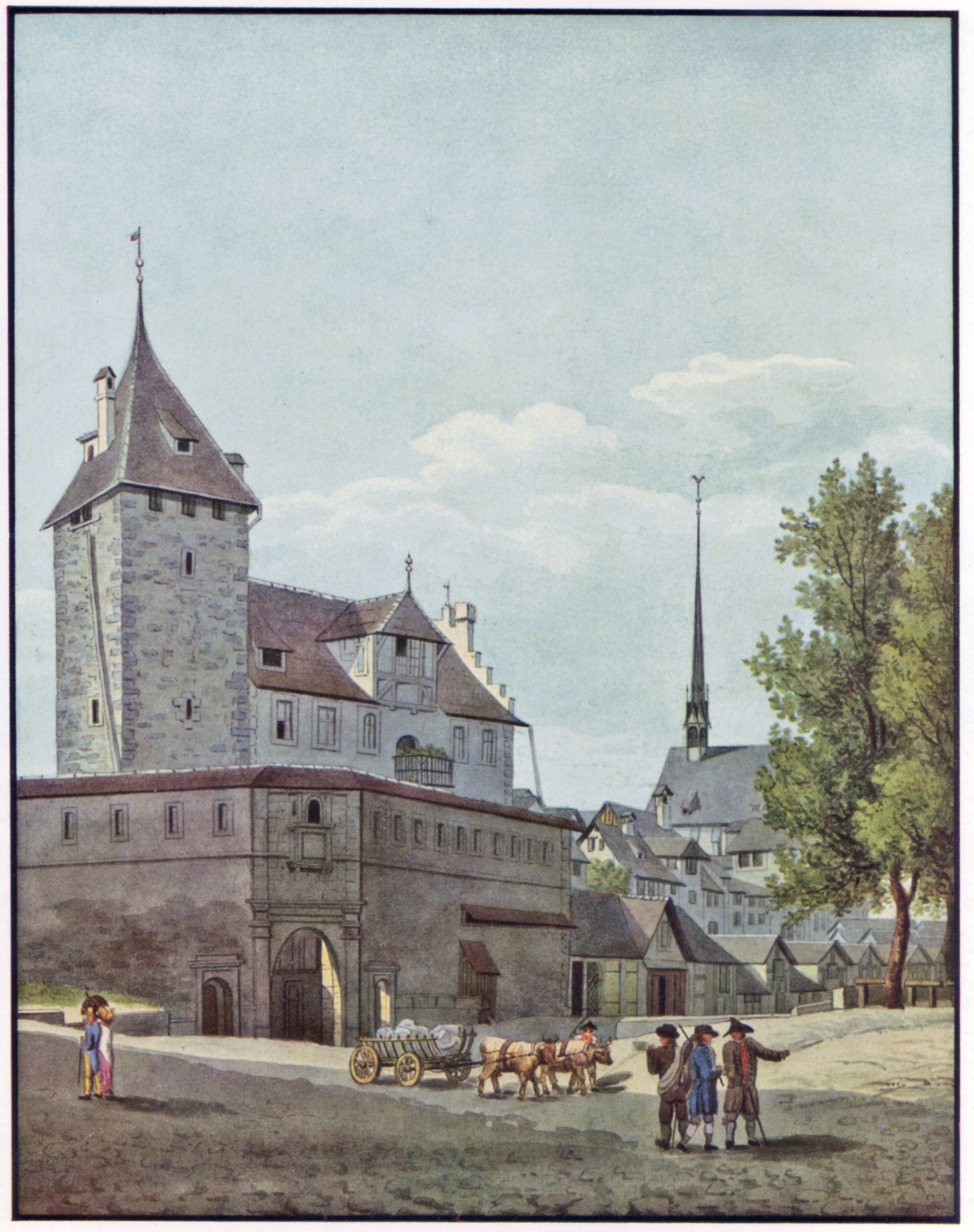
Neumarkttor 1827. Aquarell von Wilhelm Scheuchzer
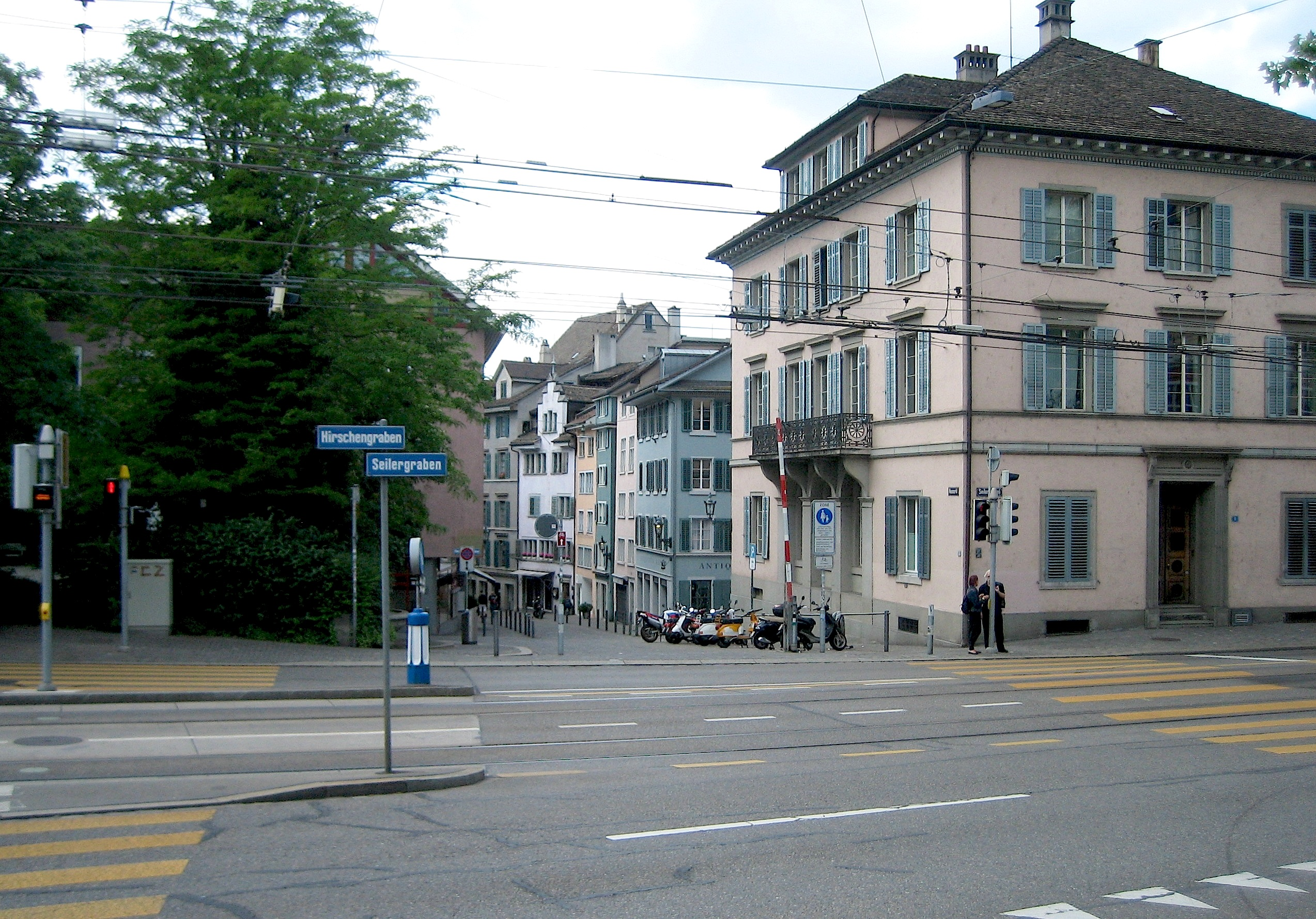
Gleiche Stelle 2009. Rechts das Haus zum Kronentor

### Schulhaus Hirschengraben
1890 hatte die Stadt Zürich zu einem Preis von 52 Franken pro Quadratmeter fast 6000 Quadratmeter Reb- und Gartenland vom benachbarten Stockergut oberhalb des Hirschengrabens erworben, um dort ein Mädchenschulhaus zu errichten. Den Zuschlag bekam der in London lebende Zürcher Architekt Alexander Koch. Das Schulhaus wurde 1893–1894 erbaut. Heute werden darin Kinder und Jugendliche vom 1. bis zum 9. Schuljahr unterrichtet.

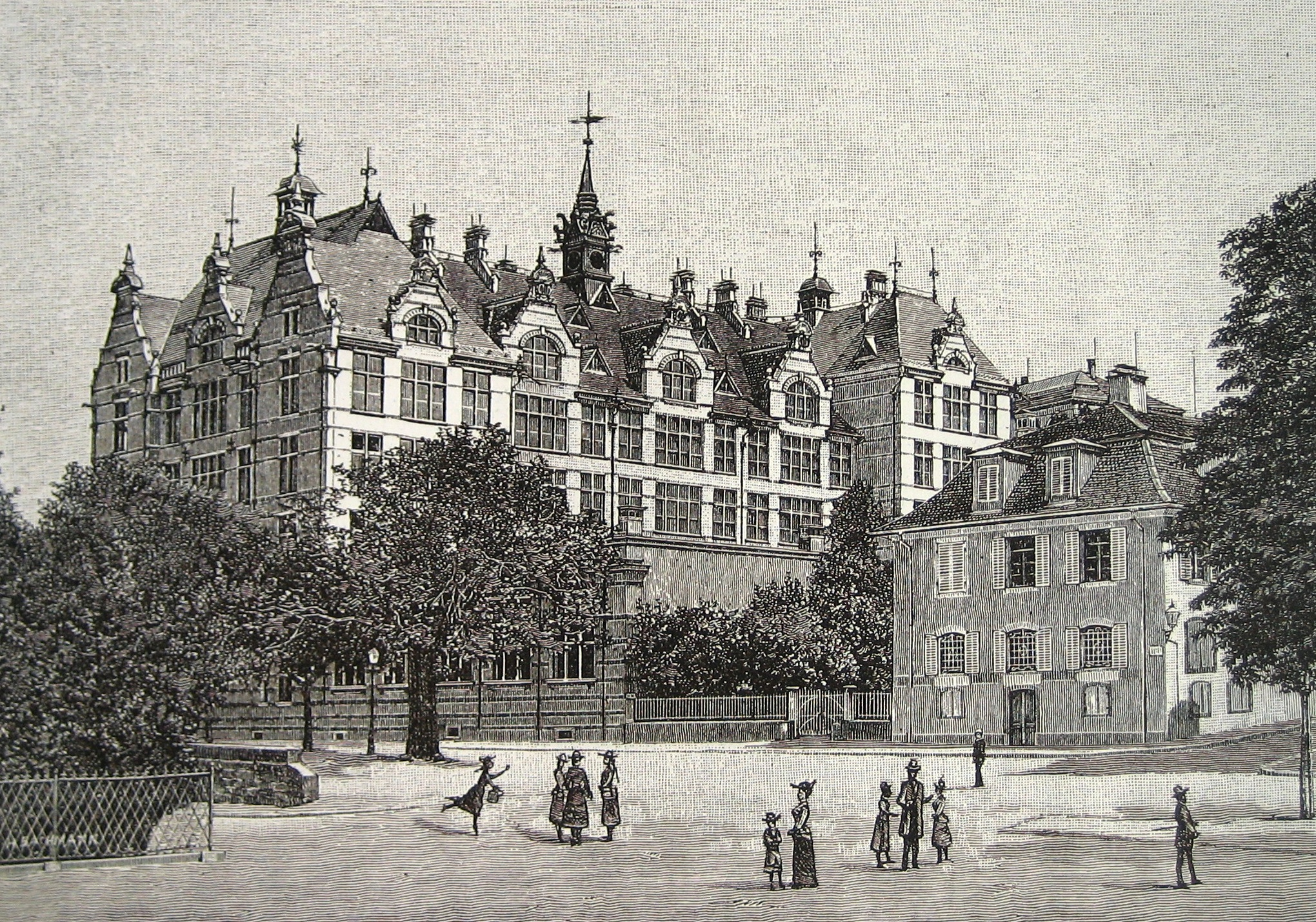
Schulhaus Hirschengraben 1893
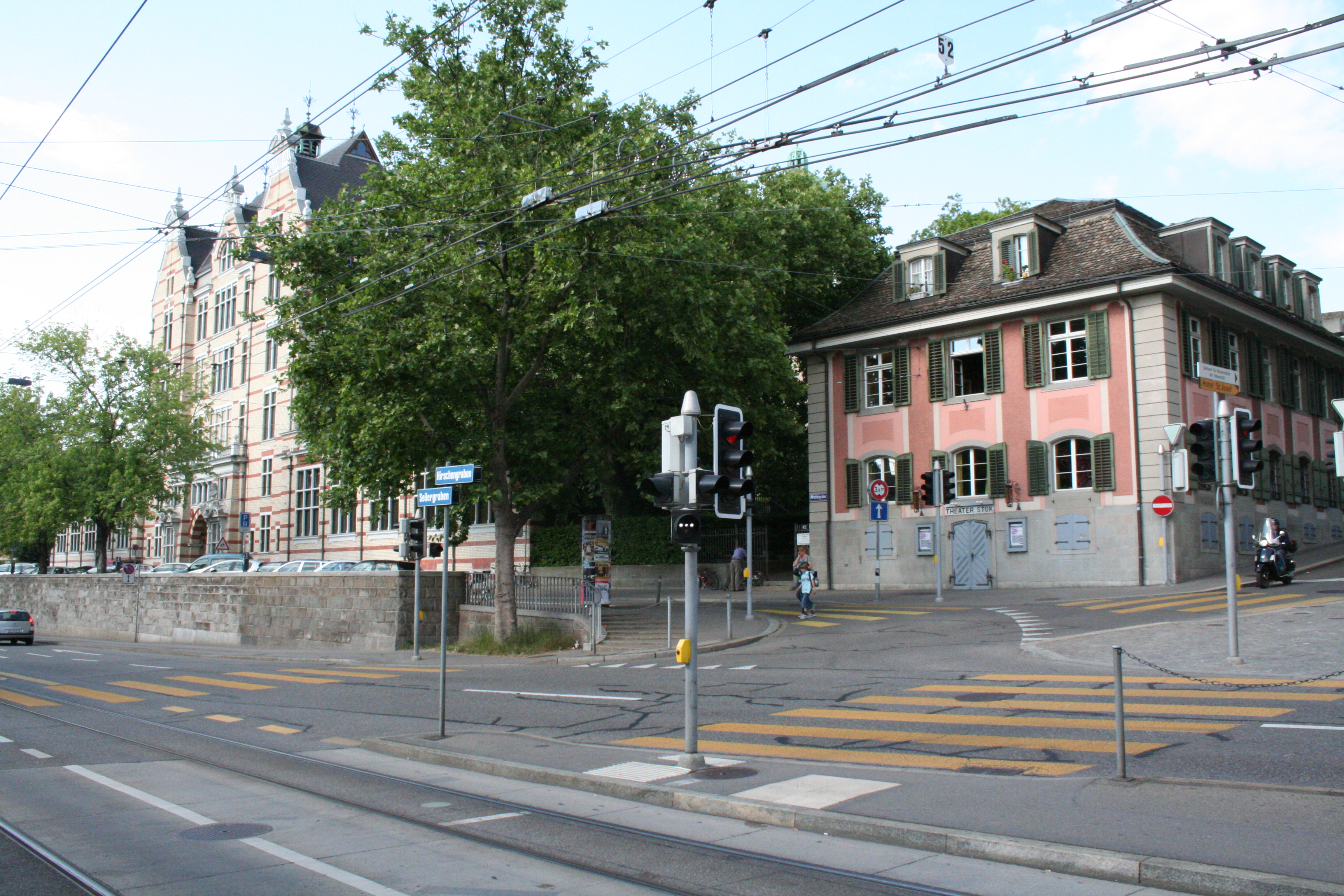
Beginn des unteren Hirschengrabens

### Haus Lindengarten
Das Haus Lindengarten am Hirschengraben 18 ist neben dem benachbarten Haus zum Kiel eines der wenigen Häuser, das auf dieser Seite des oberen Hirschengrabens stehen geblieben ist. Im 18. Jahrhundert wurde es von David Herrliberger dargestellt. Das Gebäude dient seit 1940 als Geschäftsstelle der Kulturstiftung Pro Helvetia und wurde 2019 umfassend saniert.

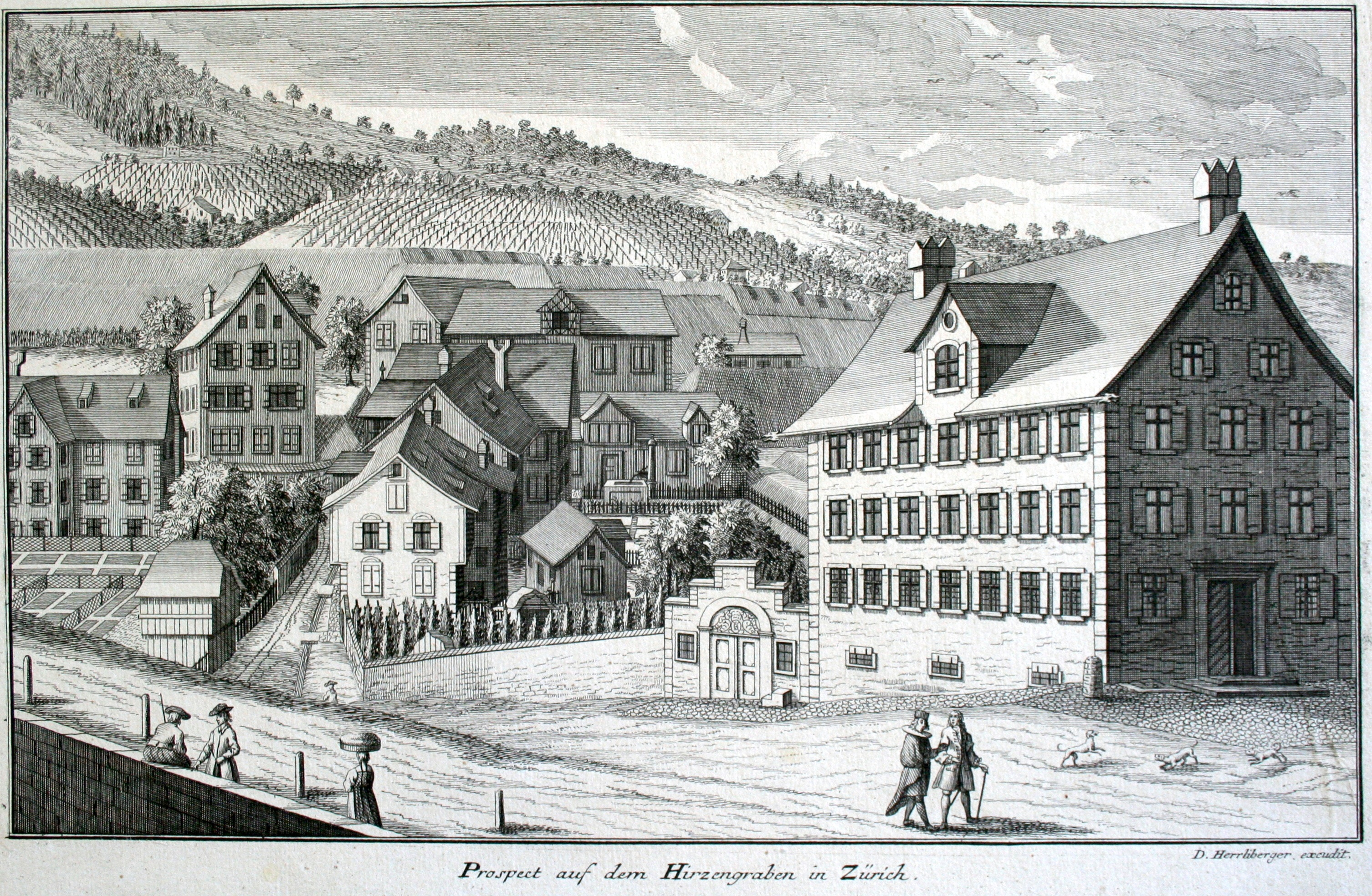
Haus zum Lindengarten auf einer Darstellung von David Herrliberger, Blick nach Osten in die Florhofgasse
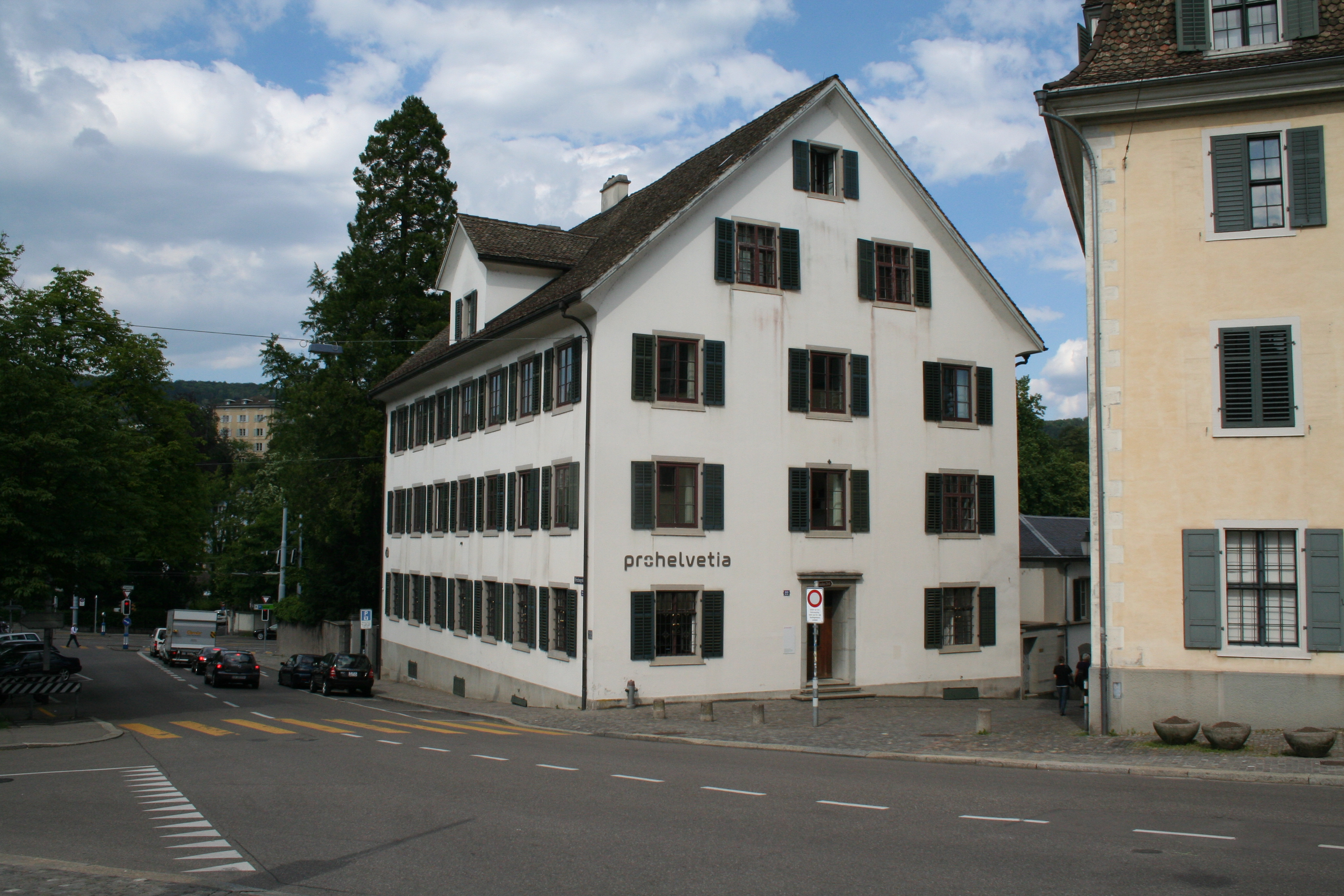
Haus zum Lindengarten 2009

### Haus zum Kiel
Das Haus zum Kiel am Hirschengraben 20 entstand im ersten Viertel des 18. Jahrhunderts. In den letzten Jahrzehnten wurde es von Johannes Bürkli bewohnt, der vom Bildhauer Valentin Sonnenschein einen Musiksalon einrichten liess und dort zahlreiche literarische und musikalische Anlässe durchführte. Seine Witwe heiratete den Theologen und Literaten Jakob Heinrich (Henry) Meister (1744–1826), der im Haus zum Kiel seine letzten Lebensjahre verbrachte. Heute sind im Haus vor allem Büroräumlichkeiten und Ateliers untergebracht. Eine Sanierung ist für Juni 2021 geplant.

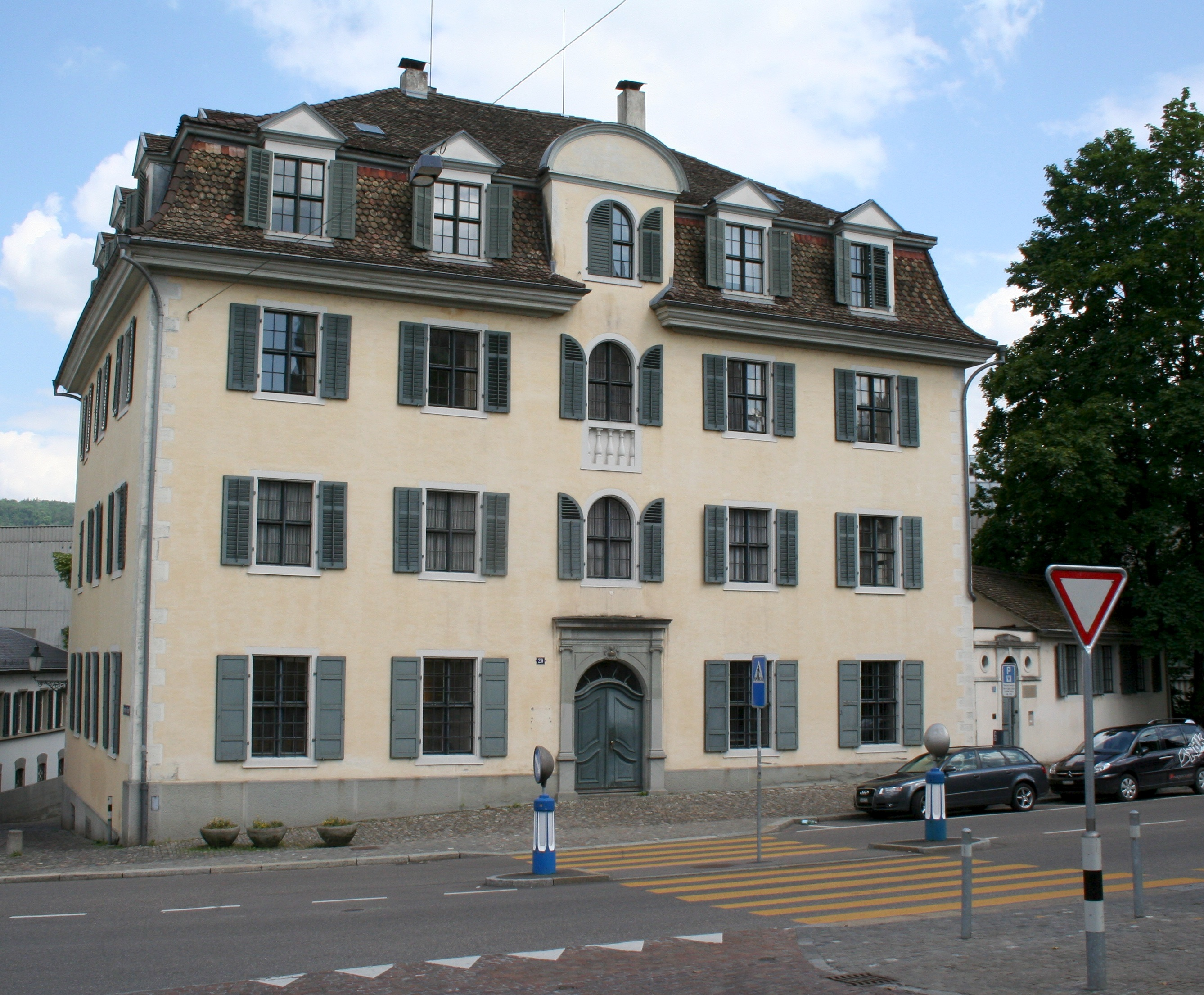
Haus zum Kiel
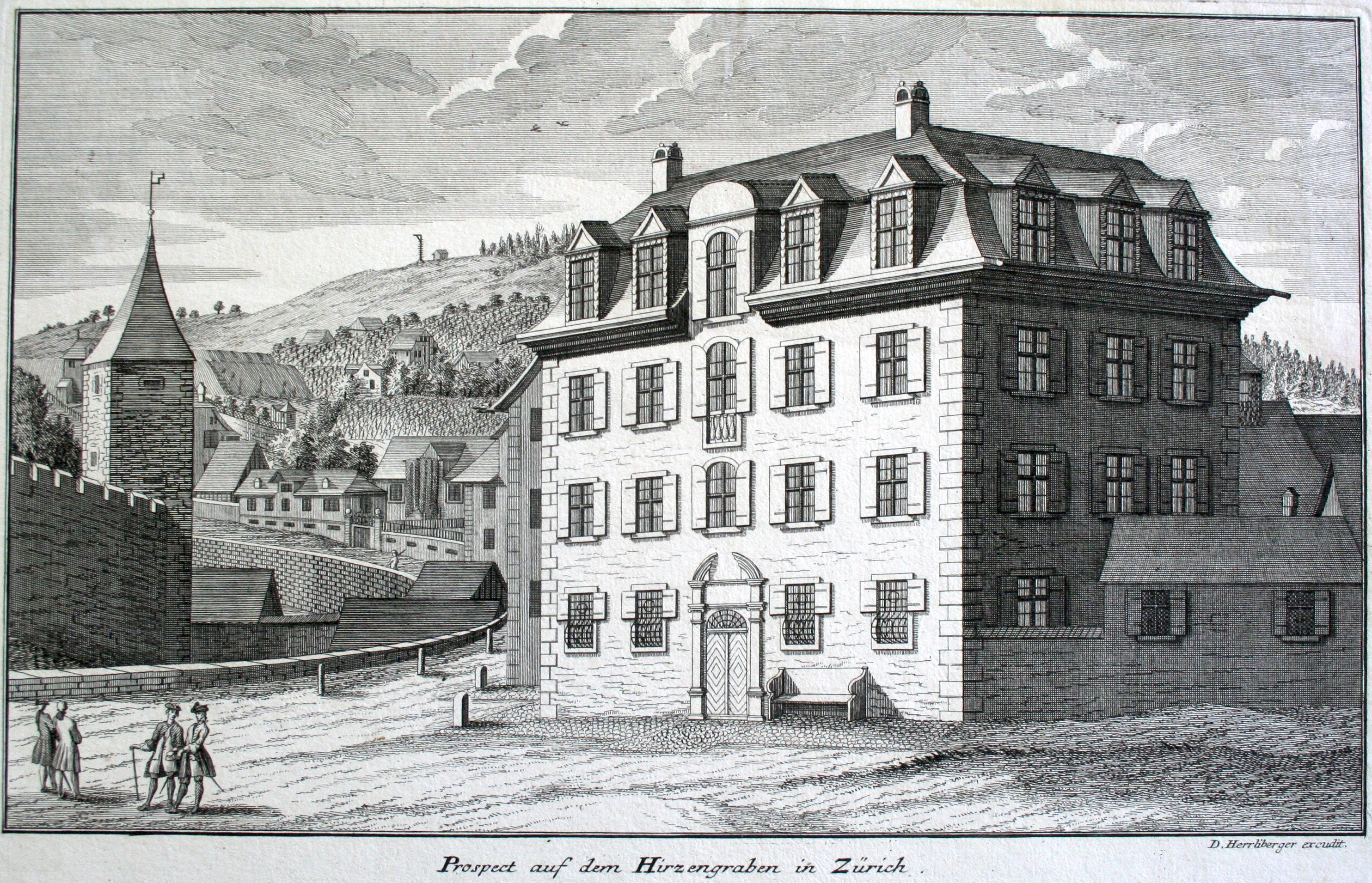
Darstellung von David Herrliberger

### Casino
1806 erwarb die Assemblee-Gesellschaft am oberen Hirschengraben vom Staat einen Gebäudeteil des ehemaligen Barfüsserklosters, den Trottkeller nordöstlich des alten Kreuzganges. Nach Plänen von Hans Caspar Escher wurde für 40'000 Franken ein Neubau in streng klassizistischem Stil errichtet, der als eines der schönsten Gebäude der Stadt galt. 1874 kaufte der Staat das Casino zurück und baute es zum Obergericht um.

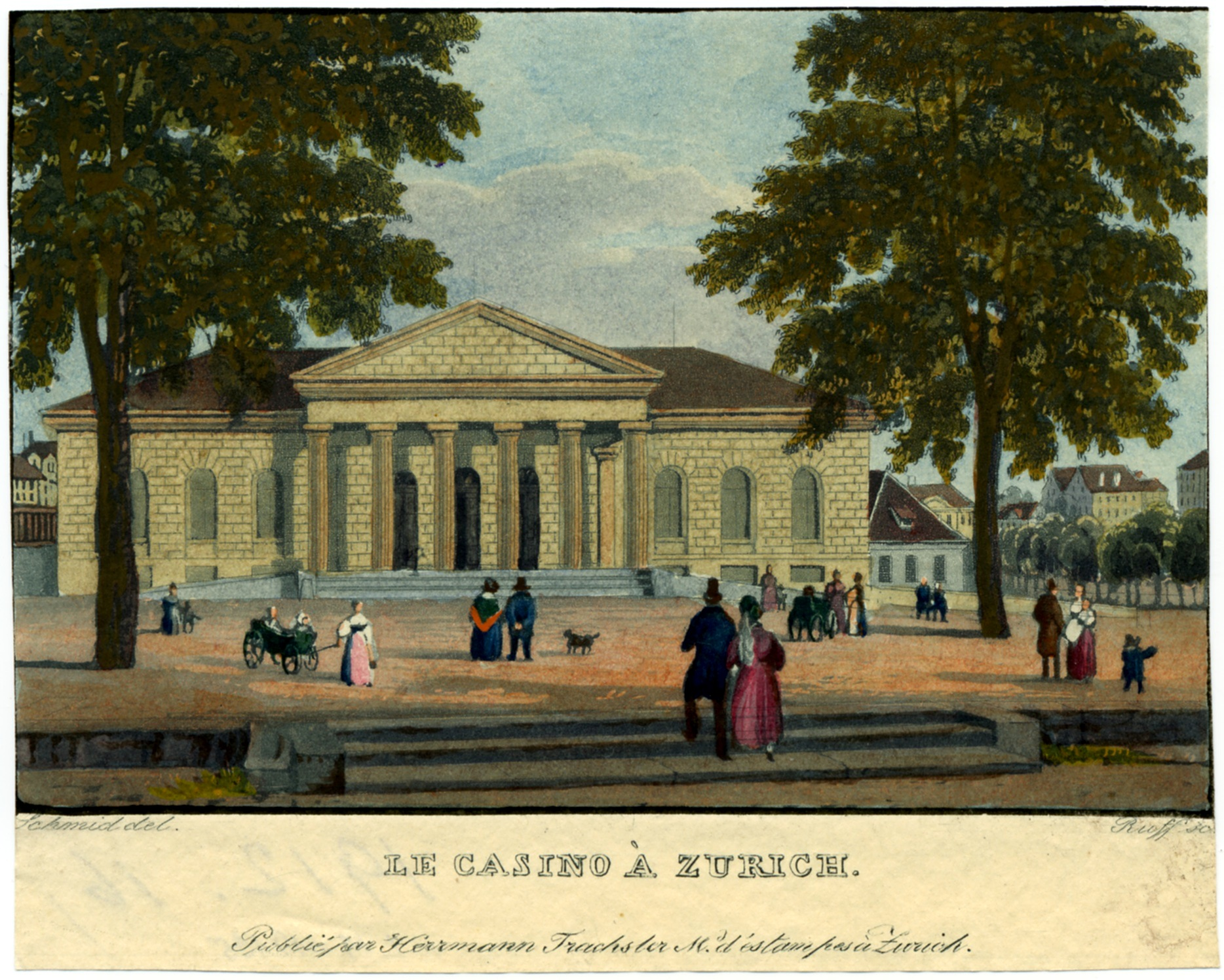
Das Casino am Hirschengraben. Zeichnung von Franz Schmid, 1839

### Archiv für Zeitgeschichte

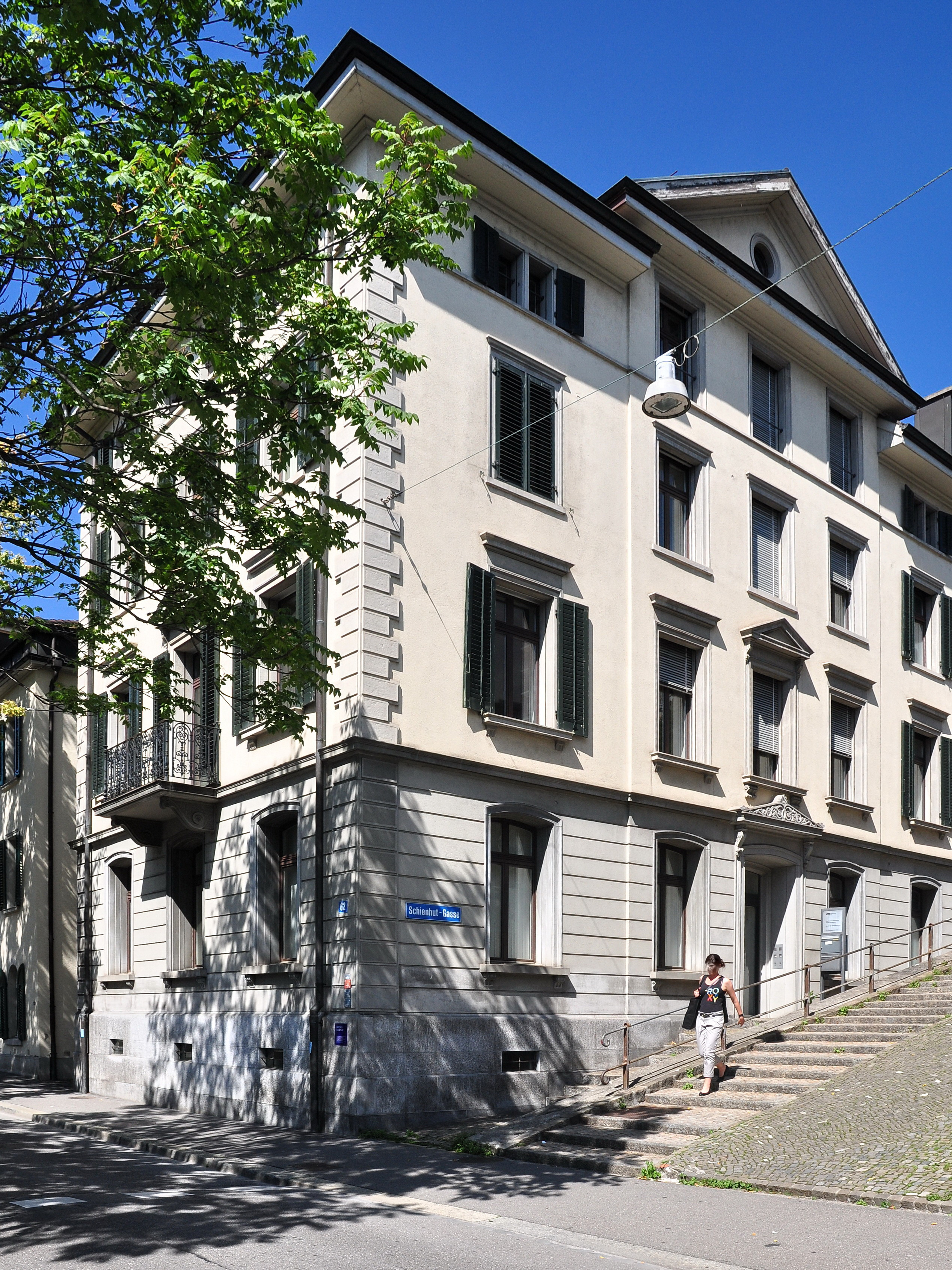
Hirschgraben 62 Archiv für Zeitgeschichte der ETH

## Anwohner
Am Haus Hirschengraben 56 steht das Geburtshaus von Alfred Escher. Das Geburtshaus von Johann Heinrich Pestalozzi am Hirschengraben 8 steht heute nicht mehr, es fiel einer Erweiterung des Kunsthauses zum Opfer. Von 1855 bis 1868 wohnte die Schriftstellerin Johanna Spyri zuerst drei Jahre am Hirschengraben 10, nachher bis 1868 am Hirschengraben 6.